# Annie Swan Coburn
Annie Swan Coburn, auch Mrs. L. L. Coburn, (* 16. April 1856 in Fremont Center (Lake County), Illinois; † 31. Mai 1932 in Chicago, Illinois) war eine amerikanische Kunstsammlerin und Mäzenin. Ihre bedeutende Kunstsammlung mit überwiegend Werken des Impressionismus ist heute auf mehrere Museen verteilt.

## Leben
Über das Leben von Annie Swan Coburn ist wenig bekannt. Sie kam 1856 als Annie Swan in Fremont, einer Kleinstadt etwa 44 Meilen nordwestlich von Chicago, zur Welt. Als sie noch Kind war, zog ihre Familie nach Chicago. 1880 heiratete sie Lewis Larned Coburn und trat danach häufig als Mrs. L. L. Coburn in Erscheinung. Ihr Mann hatte an der Harvard Law School studiert und arbeitete in Chicago als Patentanwalt. Er war Mitbegründer und Präsident der Vereinigung Union League Club of Chicago. Das Paar gehörte zur wohlhabenden Oberschicht der Stadt und lebte an der vornehmen South Michigan Avenue. Nach dem Tod ihres Mannes 1910 zog Annie Swan Coburn in das wenige Monate zuvor eröffnete Blackstone Hotel im Zentrum der Stadt. Dort lebte sie in einer Suite mehr als 20 Jahre bis zu ihrem Tod.
Während dieser letzten Lebensjahre im Hotel trug Annie Swan Coburn eine bedeutende Kunstsammlung zusammen, deren Werke sie meist über New Yorker Kunsthändler bezog. Ihre Kunstsammlung diente nicht allein der Dekoration der bewohnten Räume. Sie stellte die Gemälde, da der Platz nicht mehr ausreichte, beispielsweise auf Sesseln und auf dem Fußboden ab, wie Fotografien belegen. Ausgehend von Werken amerikanischer Künstler der Gegenwart, legte sie den Schwerpunkt auf Arbeiten französischer Künstler des Impressionismus. Sie war dabei keine Pionierin wie die Chicagoer Kunstsammler Bertha Honoré Palmer und Martin Antoine Ryerson, die bereits seit den 1890er Jahren in größerer Zahl diese Werke sammelten. Dennoch gelang es ihr, eine Sammlung mit bedeutenden Werken zu vereinigen. Obwohl Annie Swan Coburn relativ zurückgezogen lebte, sprach sich die Qualität ihrer Sammlung in Fachkreisen herum und sie gewährte Kunsthistorikern, Journalisten und anderen Interessierten Zutritt zu den Kunstwerken. Eine breitere Öffentlichkeit konnte die Sammlung erst wenige Wochen vor ihrem Tod kennenlernen, als eine Auswahl der Werke ab dem 6. April 1932 in einer Ausstellung im Art Institute of Chicago gezeigt wurde. Am 31. Mai 1932 starb Annie Swan Coburn im Alter von 76 Jahren in Chicago und fand später auf dem Graceland Cemetery ihre letzte Ruhestätte.
Nach ihrem Tod erhielten mehrere Institutionen Zuwendungen aus dem Vermögen von Annie Swan Coburn. Die Kunstsammlung wurde auf drei Museen verteilt, wobei der Großteil an das Art Institute of Chicago ging. Weitere Teile erhielten das Smith College Museum of Art in Northampton (Massachusetts) und das Fogg Art Museum in Cambridge (Massachusetts). Darüber hinaus erhielten diese und weitere Institutionen größere Geldbeträge. Hierzu zählten das Field Museum of Natural History und die Northwestern University in Chicago, die Brainerd Memorial Library in Haddam (Connecticut) und das Hampton Institute in Hampton (Virginia).

## Sammlung und Stiftung von Annie Swan Coburn
Zu Beginn ihrer Sammlertätigkeit erwarb Annie Swan Coburn Bilder von amerikanischen Malern. Zehn dieser Gemälde gelangten nach ihrem Tod als Stiftung an das Smith College Museum of Art. Hierzu gehören die beiden Stadtansichten Cab Stand at Night, Madison Square und Street Scene, Christmas Morn von Childe Hassam, das Meeresmotiv Beach Scene von Samuel S. Carr, das Landschaftsbild Landscape in Lyme, Connecticut von Wilson Irvine, das Genrebild A Cobbler of Old Paris von Theodore Robinson und die Porträts Little Chinese Girls von Leon Gaspard, A Cup of Tea von Charles Sprague Pearce sowie Lady with Cello von Thomas Dewing. Andere Werke amerikanischer Künstler, vor allem Aquarelle und Arbeiten auf Papier, gelangten zur Erinnerung an ihre Mutter als Olivia Shaler Swan Memorial Collection an das Art Institute of Chicago. Hierzu gehören Werke von Frank Weston Benson, Edward Hopper, Frederick Carl Frieseke, Charles Demuth, Julian Alden Weir und John Singer Sargent. Teil dieser Stiftung waren auch Werke britischer Künstler wie Laura Knight und William Orpen.
Der größte Teil der Gemäldesammlung mit Werken europäischer Künstler des 19. Jahrhunderts gelangte als Mr. and Mrs. Lewis Larned Coburn Memorial Collection ebenfalls an das Art Institute of Chicago. Schwerpunkt dieser Sammlung sind vor allem Bilder des französischen Impressionismus und des Spätimpressionismus. Das älteste Bild dieser Gruppe ist das Doppelporträt Zwei Anwälte von Honoré Daumier. Von Édouard Manet gibt es die beiden Frauenbildnisse Die Lektüre und Frau mit schwarzem Fichu. Von Edgar Degas kamen drei Bilder mit dem Coburn-Nachlass ins Museum. Neben dem Familienbild Henri Degas und seine Nichte Lucie Degas und der Szene in einem Hutgeschäft Bei der Modistin gehört hierzu die Ölstudie Vier Studien eines Jockeys. Bedeutend ist zudem die Gruppe mit sechs Landschaftsbildern von Claude Monet: Vétheuil, Spaziergang über die Felsen von Pourville, Getreideschober, Der Strand bei Sainte-Adresse, Venedig, Palazzo Dario und Japanische Brücke über den Seerosenteich. Von Pierre-Auguste Renoir kamen mit der Coburn-Sammlung die Porträts Alfred Sisley, Auf der Terrasse und Junge Frau beim Nähen ins Museum. Aus Renoirs Spätwerk konnte später das Bild Badende mit finanziellen Mittel aus dem Coburn-Nachlass erworben werden. Weitere bedeutende Werke aus der Sammlung von Annie Swan Coburn sind das Stillleben Vase mit Tulpen und das Landschaftsbild Ansicht von Auvers-sur-Oise von Paul Cézanne, das Gemälde Der Garten des Dichters von Vincent van Gogh und die Großstadtmotiv Moulin de la Galette von Henri de Toulouse-Lautrec.

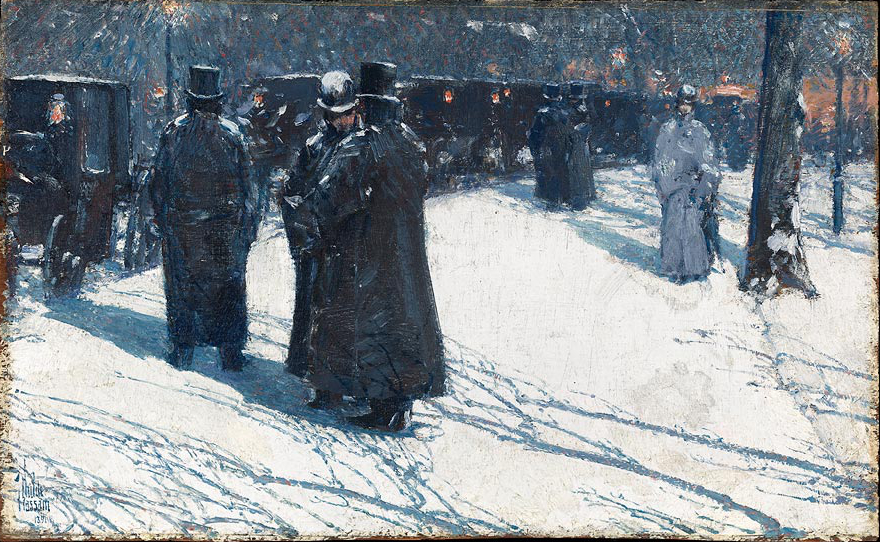
Childe Hassam: Cab Stand at Night, Madison Square, 1891, Smith College Museum of Art
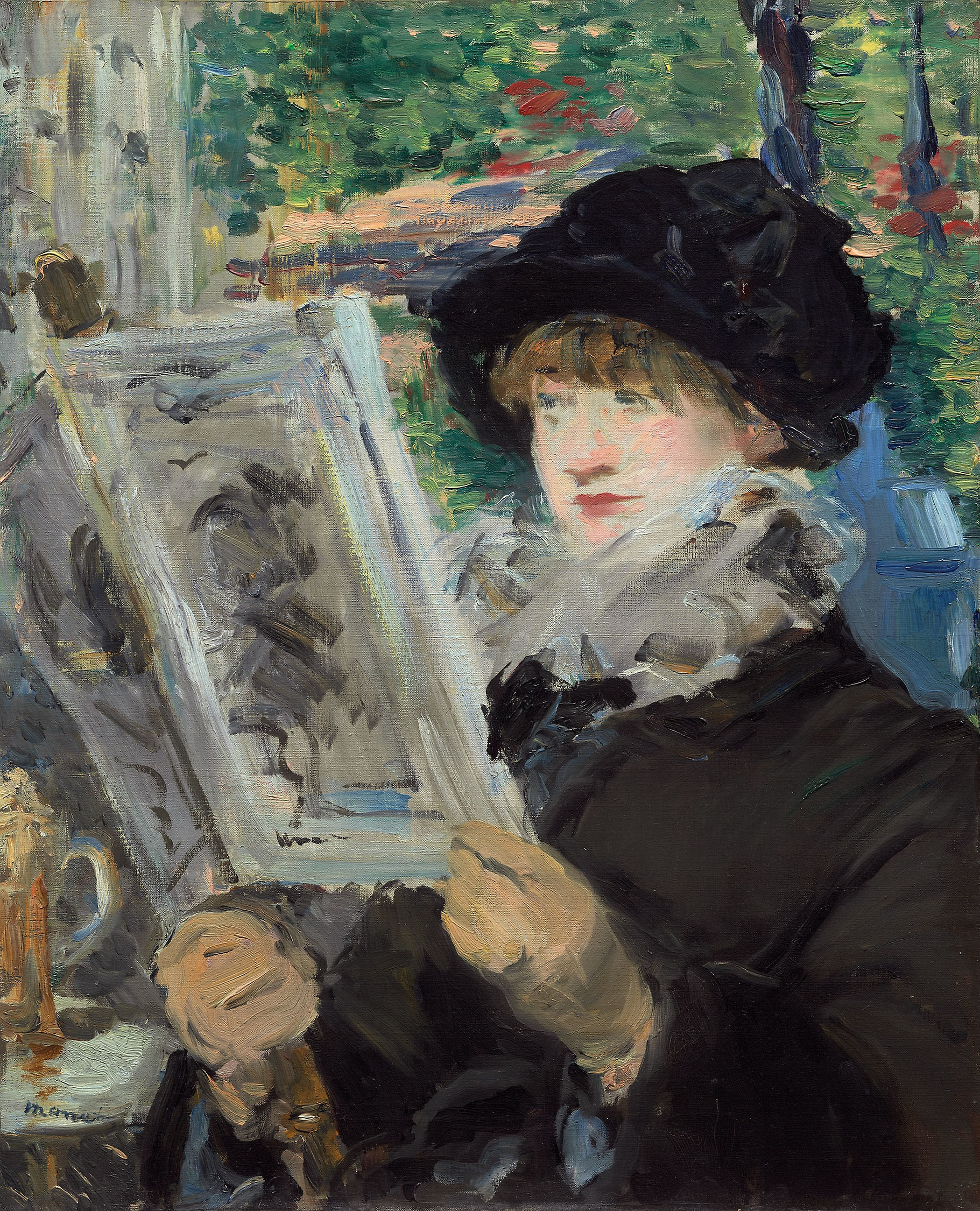
Édouard Manet: Die Lektüre, 1878–79, Art Institute of Chicago
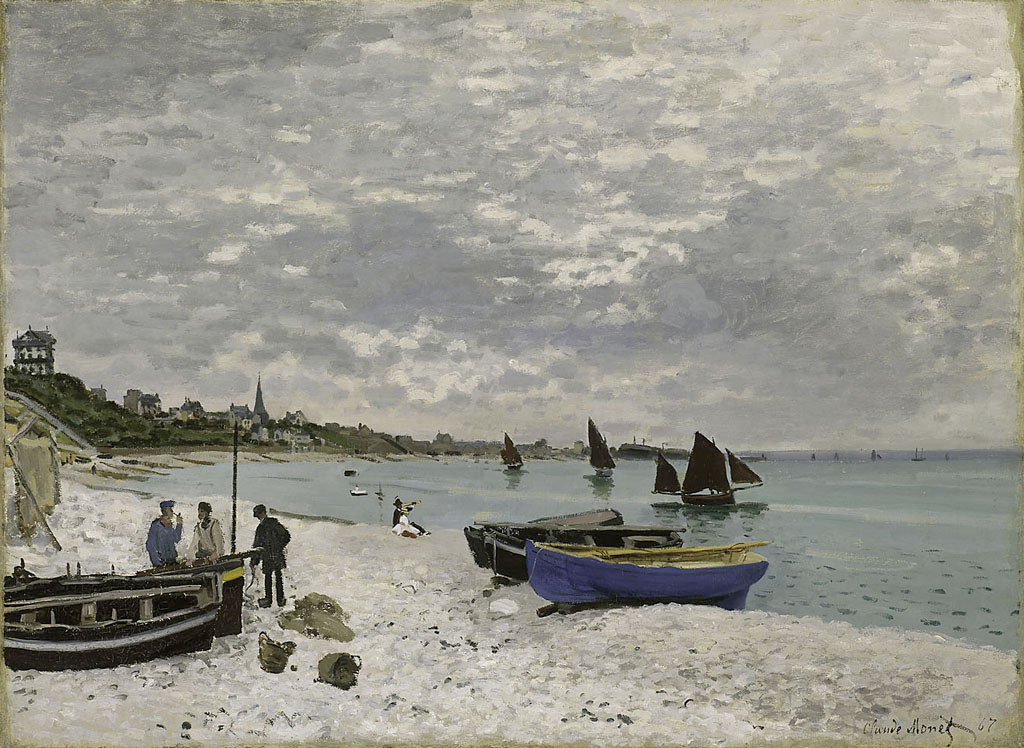
Claude Monet: Der Strand von Sainte-Adresse, 1867
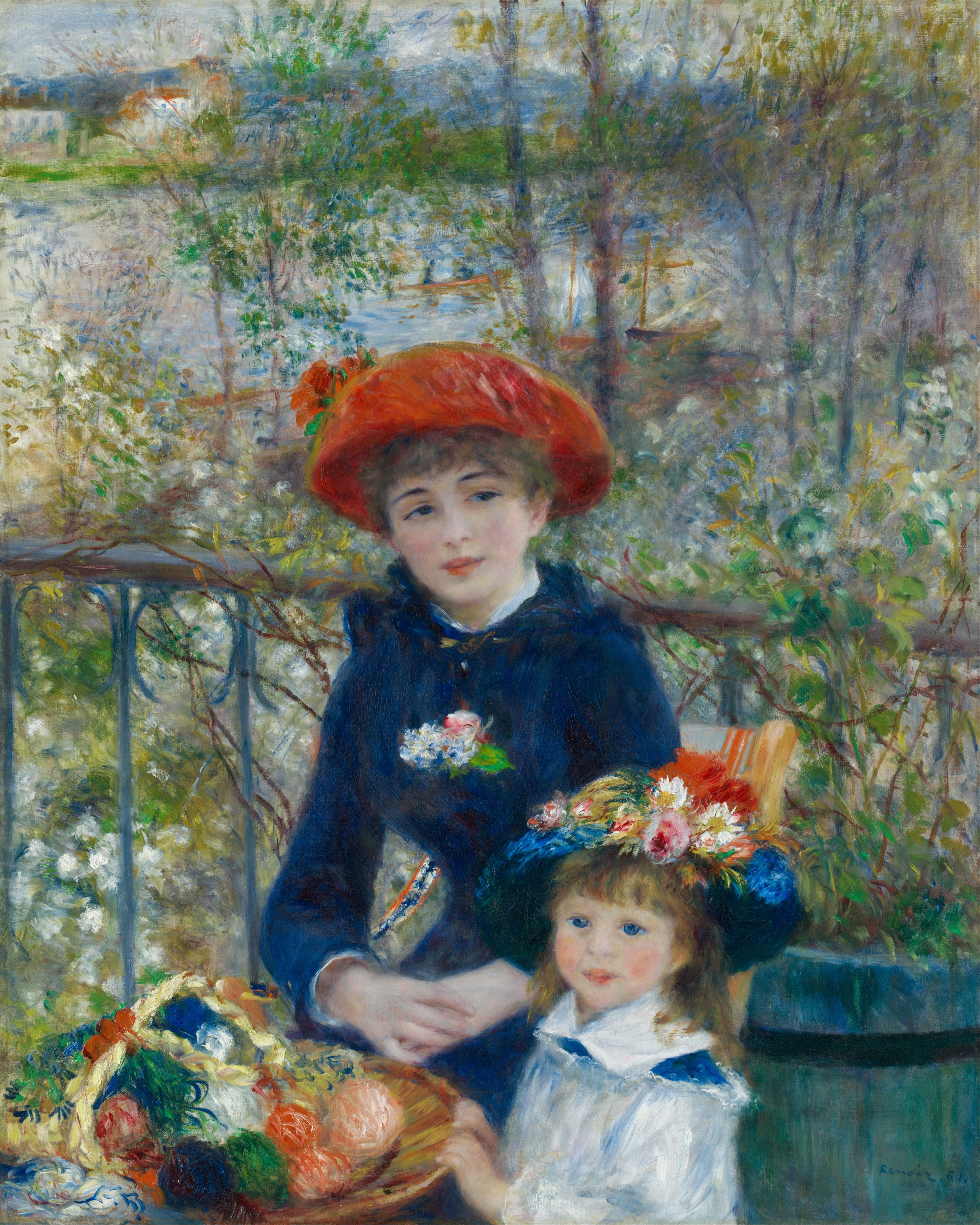
Pierre-Auguste Renoir: Auf der Terrasse, 1881
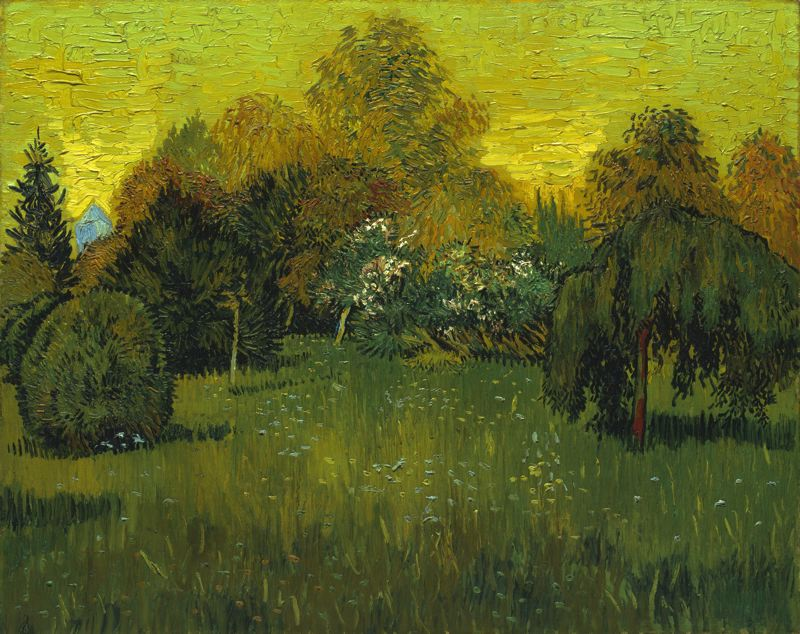
Vincent van Gogh: Der Garten des Dichters, 1888
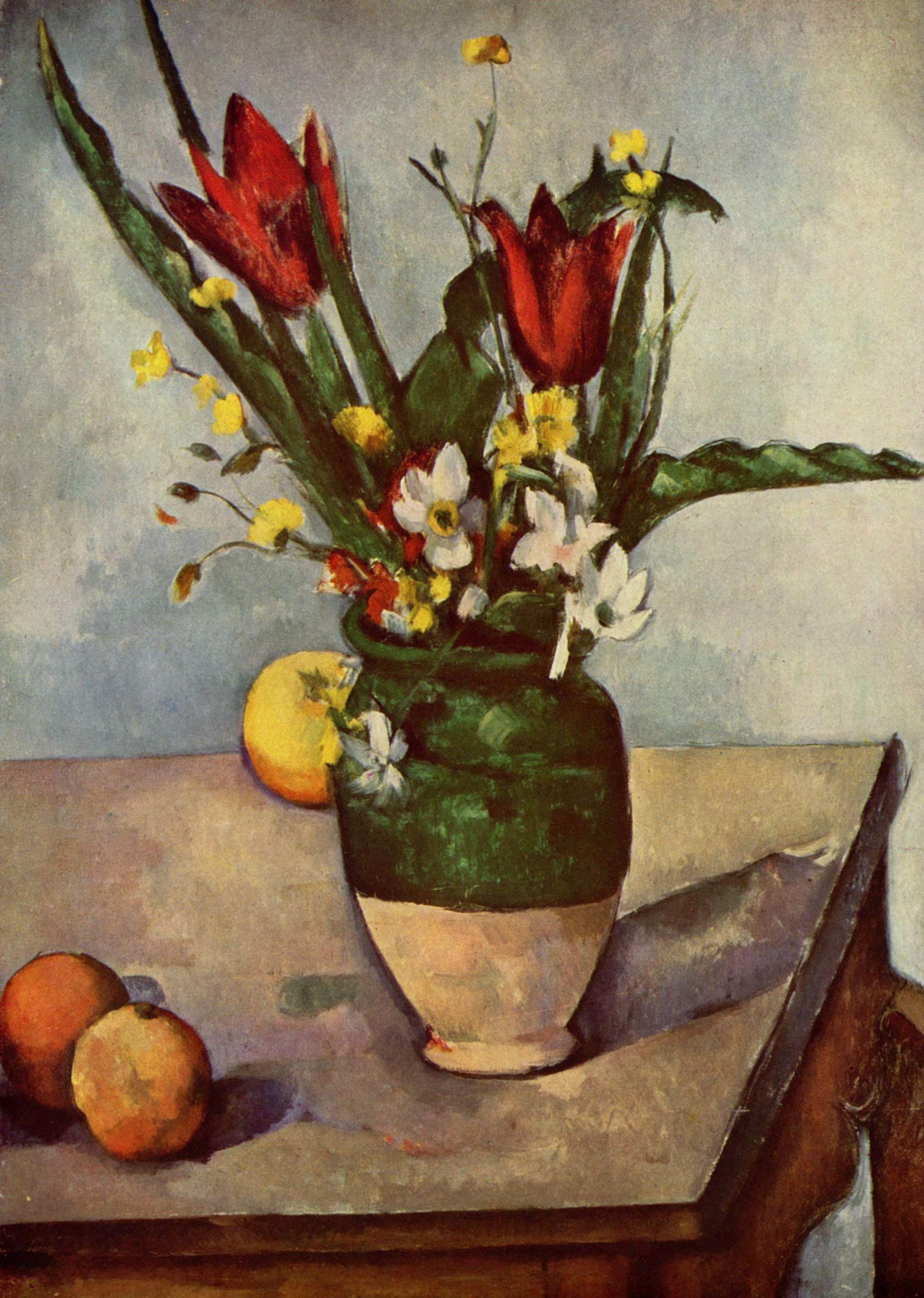
Paul Cézanne: Stillleben, Tulpen und Äpfel, 1890–1894, Art Institute of Chicago

Das Art Institute of Chicago hat gelegentlich Werke der Coburn-Stiftung verkauft. Hierzu gehörte beispielsweise die Ölskizze Sur l’impériale traversant la Seine von Pablo Picasso aus dem Jahr 1901, die 2011 im Auktionshaus Christie’s versteigert wurde. Édouard Manets ebenfalls zur Stiftung gehörendes Kinderbildnis Le petit Lange blieb nur wenige Jahre im Besitz des Museums und wurde dann verkauft. Kurze Zeit später erwarb das Art Institute of Chicago aus Mittel der Coburn-Stiftung Manets Stillleben mit Fischen. Zudem veräußerte das Museum aus der Coburn-Sammlung die Monet-Gemälde Champ de coquelicots, Citrons sur une branche, Église de Varengeville, temps gris und das Portrait de Léon Peltier. Ebenfalls verkauft wurden die Renoir-Gemälde La cueillette des fleurs, L’algérienne und Pivoines. Dem gegenüber stehen zahlreiche Ankäufe, die aus Mitteln der Coburn-Stiftung erworben wurden. Hierzu gehören ältere Gemälde wie Die Synagoge von Alessandro Magnasco, Das weiße Tischtuch von Jean Siméon Chardin und La Rêveuse von Antoine Watteau. Hinzu kommen Werke des 19. Jahrhunderts wie die beiden Porträts Dr. Joseph Klapp und Mrs. Klapp von Thomas Sully, Monte Pincio, Rome von Jean-Baptiste-Camille Corot, Der Küchenjunge von Théodule Ribot, Der Vogelfänger von Thomas Couture oder die Strandszene Aufziehender Sturm von Eugène Boudin. Weiterhin kaufte das Museum mit Mitteln der Coburn-Stiftung impressionistische Bilder wie die Landschaften Schnee bei Louveciennes und Die Ufer der Maren Marne im Winter von Camille Pissarro, das Porträt Mädchen mit Kirschen von Eva Gonzalès, das Porträt Jeanne Wenz von Henri de Toulouse-Lautrec oder das mediterrane Arlésiennes von Paul Gauguin. Bereits aus dem 20. Jahrhundert stammt ein Selbstbildnis von Lovis Corinth und das surrealistische Werk The Plough and the Song von Arshile Gorky. Darüber hinaus wurde aus dem Ankaufsetat der Coburn-Stiftung beispielsweise das Gemälde Kerze von Gerhard Richter erworben.
Eine kleine Gruppe mit Werken französischer Maler gelangte zudem als Stiftung an das Fogg Art Museum in Cambridge. Hierzu gehören das Landschaftsbild Kleine Häuser in Pontoise von Paul Cézanne, das Porträt L’Homme Blond von Édouard Manet, das Bild Zollhaus bei Varengeville von Claude Monet, Chez la Modiste von Pierre-Auguste Renoir und das Rennbahnthema Aux Courses, Le Départ von Edgar Degas. Hinzu kommt eine Zeichnung mit dem Zirkusmotiv Trapeze Artist at the Medrano Circus von Henri de Toulouse-Lautrec. Ein Selbstporträt mit verbundenem Ohr im Stil von Vincent van Gogh wird heute nicht mehr dem Künstler zugeschrieben.